# Gant-Wevelgem 1997
La Gant-Wevelgem 1997 fou la 59a edició de la cursa ciclista Gant-Wevelgem i es va disputar el 9 d'abril de 1997 sobre un recorregut de 208 km. El vencedor fou el francès Philippe Gaumont (Cofidis), que s'imposà en un grup de 19 ciclistes que arribà destacat a l'arribada. L'ucraïnès Andrei Txmil (Lotto-Mobistar) i el belga Johan Capiot (TVM-Farm Frites) completaren el podi.

## Classificació final
|    | Cilista                   | Equip                       | Temps      |
| -- | ------------------------- | --------------------------- | ---------- |
| 1  | Philippe Gaumont (FRA)    | Cofidis                     | 4h 45' 00" |
| 2  | Andrei Txmil (UKR)        | Lotto-Mobistar-Isoglass     | m. t.      |
| 3  | Johan Capiot (BEL)        | TVM-Farm Frites             | m. t.      |
| 4  | Serhí Uixakov (UKR)       | Team Polti                  | m. t.      |
| 5  | Andrea Ferrigato (ITA)    | Roslotto-ZG Mobili          | m. t.      |
| 6  | Henk Vogels (AUS)         | GAN                         | m. t.      |
| 7  | Stuart O'Grady (AUS)      | GAN                         | m. t.      |
| 8  | Fabrizio Guidi (ITA)      | Scrigno-Gaerne              | m. t.      |
| 9  | Johan Museeuw (BEL)       | Mapei-GB                    | m. t.      |
| 10 | Giuseppe Calcaterra (ITA) | Saeco-AS Juvenes San Marino | m. t.      |